# Maison Le Castel
La maison Le Castel est une villa située à Vichy dans le département français de l'Allier construite en 1893. Elle est inscrite aux Monuments historiques.

## Localisation
La villa est située au 8 rue Prunelle, à l'angle de la rue du Pontillard, dans le quartier thermal de Vichy dans le sud-est du département de l'Allier, en région Auvergne-Rhône-Alpes.

## Description
Construite en 1893, cette villa est représentative du style éclectique balnéaire, un style caractérisé par ses formes comme une tourelle en pavillon ou une véranda, ses proportions et la mise en œuvre de ses matériaux (vitraux, façades en briques losangées polychromes, tables et médaillons en faïence, garde-corps en fonte, bandeaux et frontons sculptés).
La maison est habitée (2024) et est une propriété privée.

## Historique
La villa est inscrite au titre des monuments historiques par arrêté du 21 juin 1999.

## Galerie

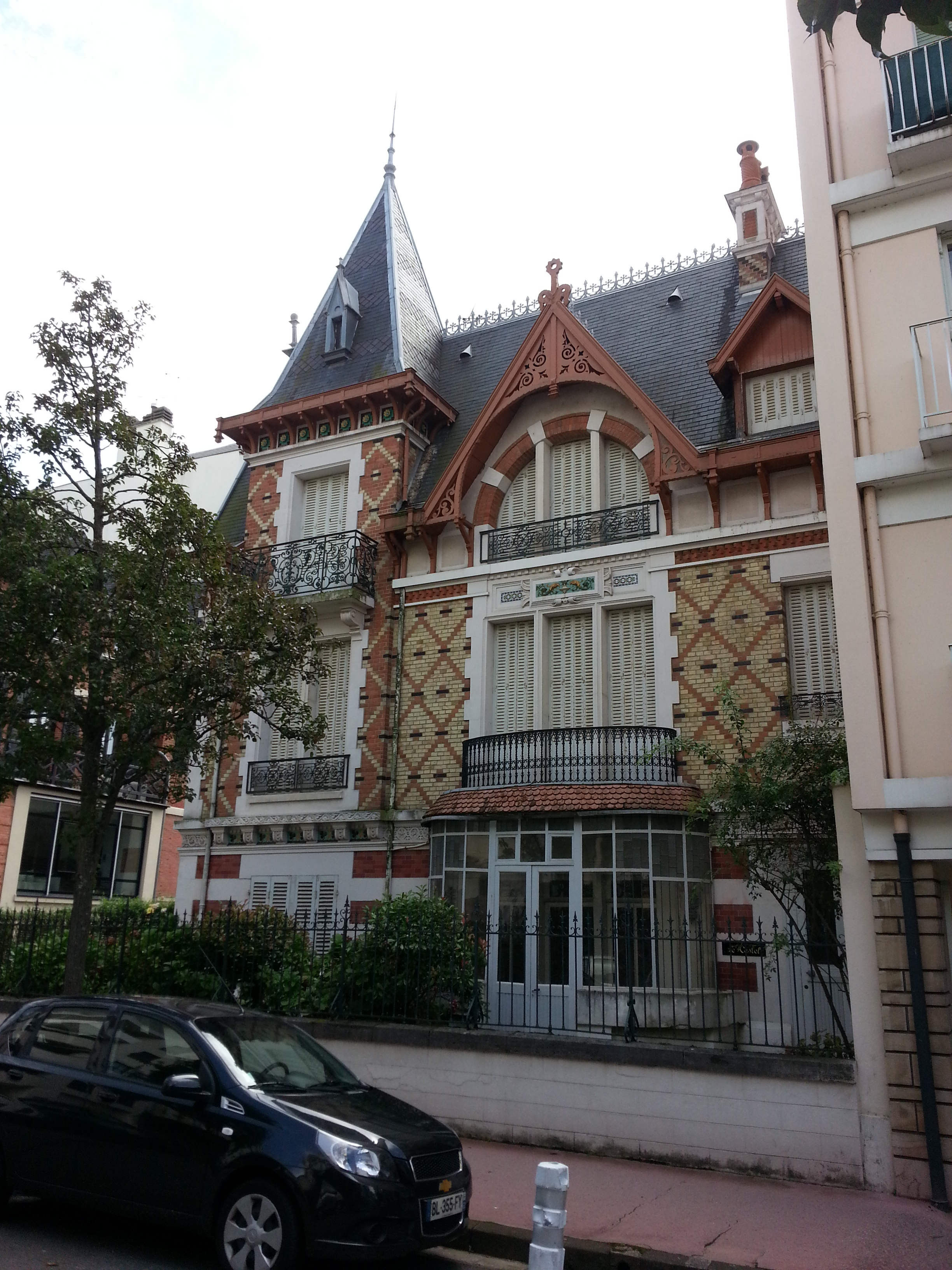
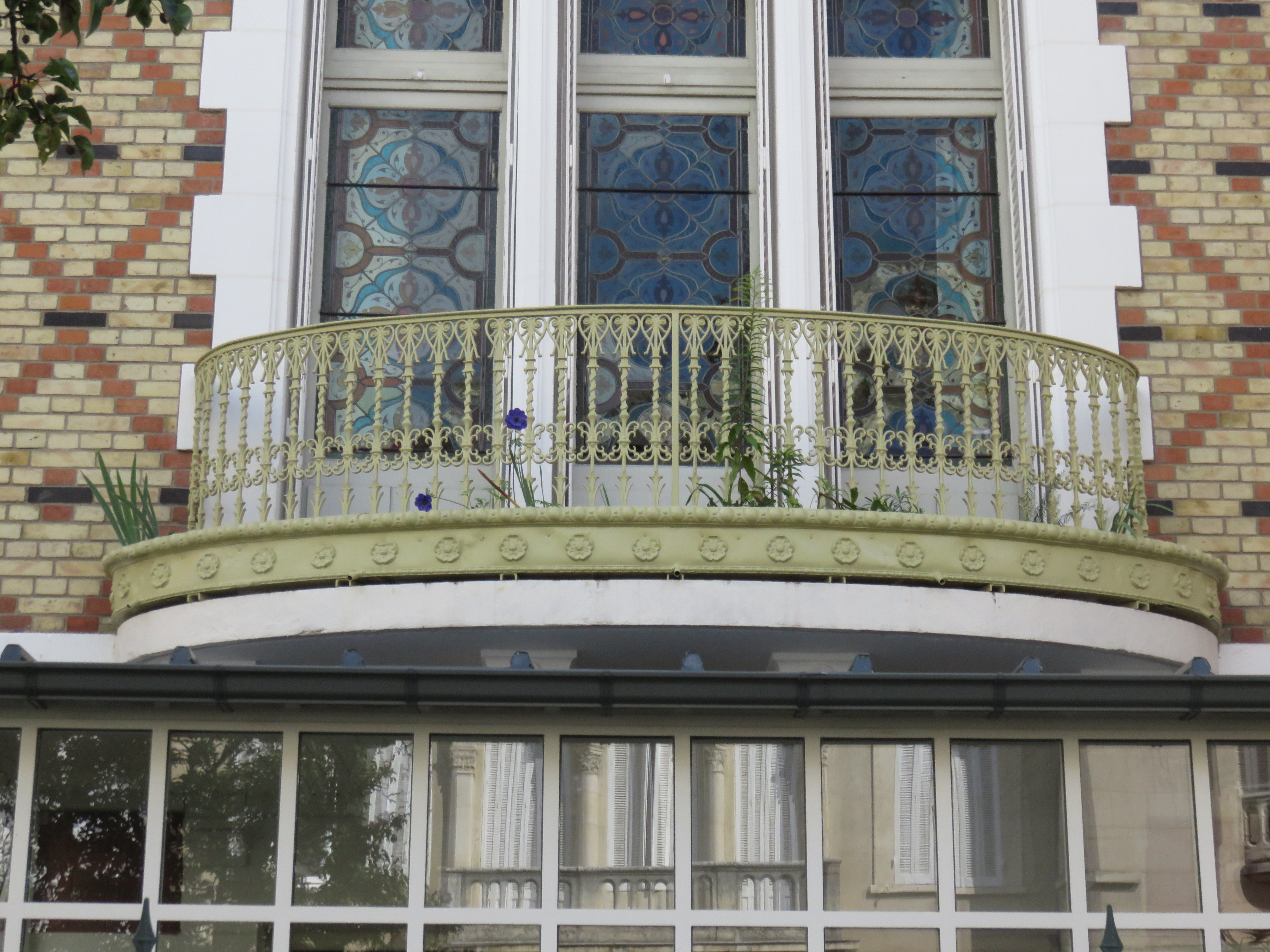
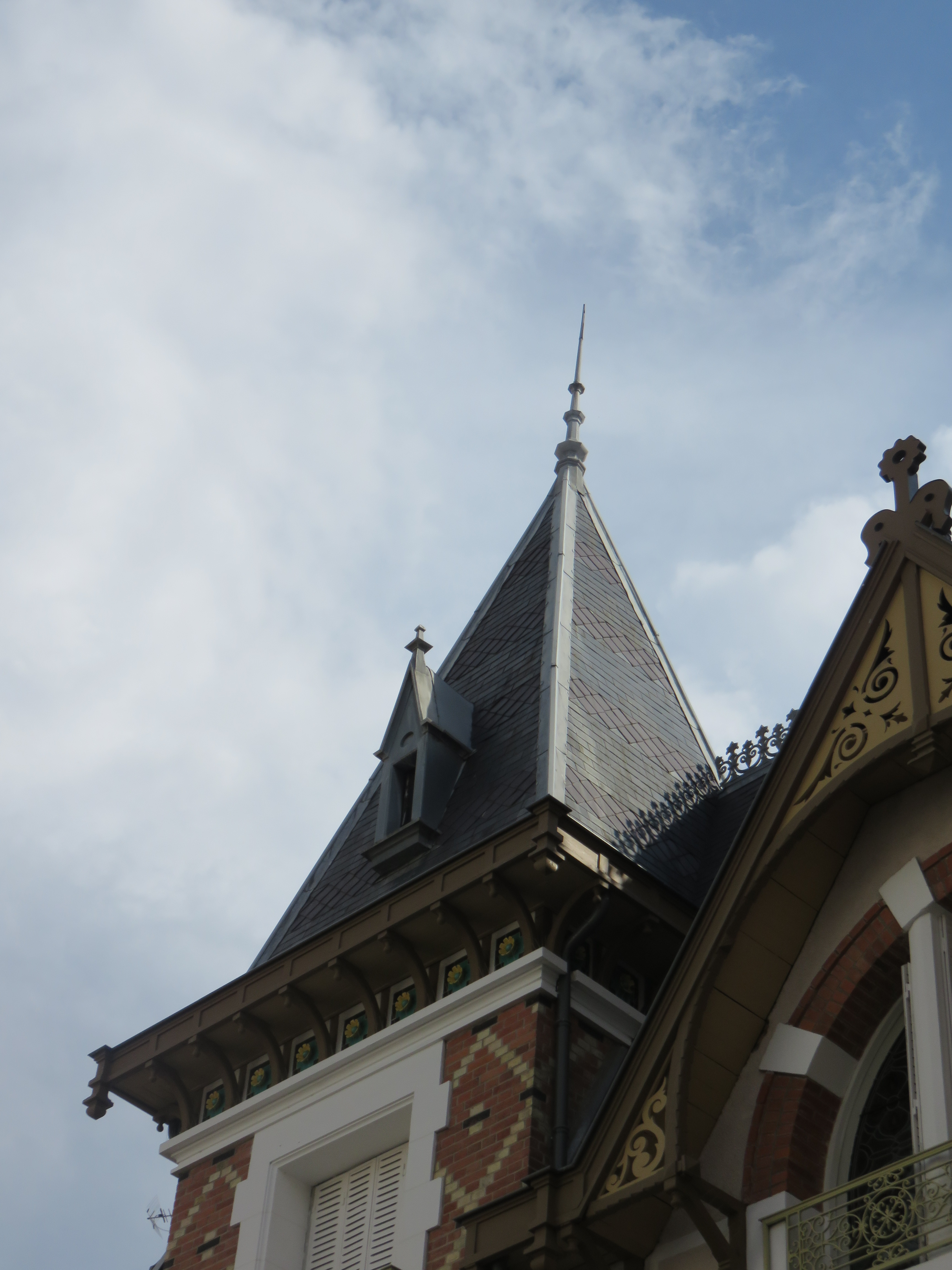